# 港湖 (佛羅里達州)
港湖（英語：Lake Harbor）是位於美國佛羅里達州棕櫚灘縣的一個人口普查指定地區。

## 地理
港湖的座標為26°41′13″N 80°48′27″W / 26.68694°N 80.80750°W，而該地最高點為海拔高度4米（即13英尺）。

## 人口
根據2010年美國人口普查的數據，港湖的面積為3.40平方千米，當中陸地面積為3.40平方千米，而水域面積為0.00平方千米。當地共有人口195人，而人口密度為每平方千米57人。